# 태풍 봉퐁 (2014년)
태풍 봉퐁(Typhoon Vongfong)은 2014년 10월 2일부터 10월 14일까지 활동했고 최저기압 900 hPa를 기록했던 2014년의 제19호 태풍이다. 북마리아나 제도와 일본에 영향을 주었다. 대한민국에도 간접 영향을 주었다. 이름인 봉퐁은 마카오에서 제출하였으며 말벌을 의미한다.

## 개요
제19호 태풍 봉퐁은 10월 3일 오후 9시에 중심기압 1002hPa, 최대풍속 18m/s, 강풍 반경 280km, 크기 '소형'의 열대폭풍으로 미국 괌 동남동쪽 약 1,500km 부근 해상에서 발생하였다.(일본 기상청 태풍정보 기준) 발생 이후 서~서북서진하며 이동했고, 발생 당일부터 10월 6일 오후까지 발달 부진을 겪다가 10월 7일 오전부터 급발달을 해서 10월 8일 오전 3시에 일본 오키나와 남남동쪽 약 1,120km 부근 해상에서 중심기압 900hPa, 최대풍속 59m/s, 강풍 반경 500km(북쪽 반경)의 세력 '맹렬함', 크기 '대형'(일본 기상청 태풍정보 기준)의 태풍으로 최성기를 맞이하였다. 최성기 이후 북북서~북진하면서 서서히 약화되었고, 10월 12일 0시에 일본 오키나와섬을 950hPa, 44m/s의 세력(일본 기상청 기준)으로 관통하였다. 일본 오키나와섬을 관통한 뒤, 동중국해에서 전향하였고, 10월 13일 오전 3시에 제주도 서귀포 남동쪽 약 350km 부근 해상에서 중심기압 970hPa, 최대풍속 33m/s, 강풍 반경 700km의 세력 '강', 크기 '대형'(일본 기상청 태풍정보 기준)의 태풍으로 제주도에 최근접했고, 10월 13일 오전 8시 30분경에 일본 규슈 마쿠라자키시 부근 육상에 중심기압 970hPa, 최대풍속 33m/s, 강풍 반경 700km의 세력 '강', 크기 '대형'(일본 기상청 태풍정보 기준)의 태풍으로 상륙하였다. 일본을 관통하며 약화되는 도중에 온대저기압화가 진행되었고, 10월 14일 오전 9시에 일본 센다이 동북동쪽 약 250km 부근 해상에서 중심기압 980hPa의 온대저기압으로 변질되었다.(한국 기상청 태풍정보 기준으로는 중심기압 985hPa) 태풍 봉퐁은 가을 태풍으로서 3가지 기록을 세웠는데, 1998년 제10호 태풍 제브 이후 2번째로 10월 중순에 한반도에 영향을 준 태풍이 되었고, 2013년 제24호 태풍 다나스에 이어 2년 연속으로 10월에 한반도에 영향을 준 관측 사상 첫 태풍으로도 기록되었다. 그리고 일본에서는 상륙 일시가 늦은 태풍 순위 9위에 랭크되었다.

## 영향

### 일본
3명이 사망했다.

### 대한민국
10월 13일 부산광역시에서 광안대교를 주행중인 트레일러에서 강풍에 의해 빈 컨테이너가 도로에 떨어져 뒤따라오던 차량과 충돌해 1명이 부상당했다.

## 같이 보기
- 2014년 태풍
- 태풍 판폰 (2014년)